# NFIB
NFIB (англ. Nuclear factor I B) – білок, який кодується однойменним геном, розташованим у людей на короткому плечі 9-ї хромосоми. Довжина поліпептидного ланцюга білка становить 420 амінокислот, а молекулярна маса — 47 442.
| 10         |  | 20         |  | 30         |  | 40         |  | 50         |
| ---------- |  | ---------- |  | ---------- |  | ---------- |  | ---------- |
| MMYSPICLTQ |  | DEFHPFIEAL |  | LPHVRAIAYT |  | WFNLQARKRK |  | YFKKHEKRMS |
| KDEERAVKDE |  | LLSEKPEIKQ |  | KWASRLLAKL |  | RKDIRQEYRE |  | DFVLTVTGKK |
| HPCCVLSNPD |  | QKGKIRRIDC |  | LRQADKVWRL |  | DLVMVILFKG |  | IPLESTDGER |
| LMKSPHCTNP |  | ALCVQPHHIT |  | VSVKELDLFL |  | AYYVQEQDSG |  | QSGSPSHNDP |
| AKNPPGYLED |  | SFVKSGVFNV |  | SELVRVSRTP |  | ITQGTGVNFP |  | IGEIPSQPYY |
| HDMNSGVNLQ |  | RSLSSPPSSK |  | RPKTISIDEN |  | MEPSPTGDFY |  | PSPSSPAAGS |
| RTWHERDQDM |  | SSPTTMKKPE |  | KPLFSSASPQ |  | DSSPRLSTFP |  | QHHHPGIPGV |
| AHSVISTRTP |  | PPPSPLPFPT |  | QAILPPAPSS |  | YFSHPTIRYP |  | PHLNPQDTLK |
| NYVPSYDPSS |  | PQTSQSWYLG |  |            |  |            |  |            |

A: Аланін

C: Цистеїн

D: Аспарагінова кислота

E: Глутамінова кислота

F: Фенілаланін

G: Гліцин

H: Гістидин

I: Ізолейцин

K: Лізин

L: Лейцин

M: Метіонін

N: Аспарагін

P: Пролін

Q: Глутамін

R: Аргінін

S: Серин

T: Треонін

V: Валін

W: Триптофан

Кодований геном білок за функціями належить до активаторів, фосфопротеїнів. 
Задіяний у таких біологічних процесах, як транскрипція, регуляція транскрипції, реплікація ДНК, альтернативний сплайсинг. 
Білок має сайт для зв'язування з ДНК. 
Локалізований у ядрі.